# Чехонин, Сергей Васильевич
Серге́й Васи́льевич Чехо́нин (2 (14) февраля 1878, Лыкошино, Новгородская губерния, Российская империя — 23 февраля 1936, Лёррах, Баден, нацистская Германия) — русский, советский художник: рисовальщик и живописец, театральный декоратор, художник декоративно-прикладного искусства, организатор художественных промыслов, член художественного объединения «Мир искусства».

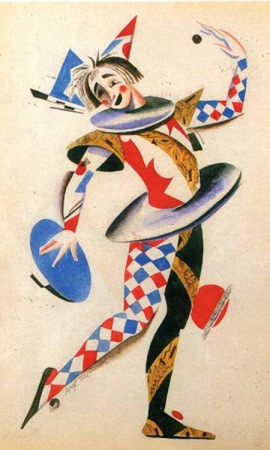
Эскиз театрального костюма. Клоун-жонглер

## Биография
Сергей Чехонин родился в семье машиниста Николаевской железной дороги. Детство провёл на станции Чудово в Новгородской губернии. С пятнадцати лет стал самостоятельно зарабатывать на жизнь: работал конторщиком, чертёжником, кассиром на пароходной станции. В 1896 году он приехал в Санкт-Петербург, где до 1897 года занимался в Рисовальной школе при Императорском обществе поощрения художеств у Е. А. Сабанеева и Я. Ф. Циoнглинского и до 1900 года в частной школе княгини М. К. Тенишевой у И. Е. Репина. Кроме того, Чехонин стал изучать искусство керамики и начал свой творческий путь как художник-керамист в Абрамцевской керамической мастерской Мамонтова в 1902—1907 годах под руководством опытного технолога-керамиста П. К. Ваулина. В 1907—1914 годах — в мастерской «Гельдвейн-Ваулин» в Кикерино под Петербургом и в мастерских Тенишевой в Талашкино Смоленской губернии.
Принимал участие в украшении многих крупных архитектурных сооружений начала XX века. Вместе с М. А. Врубелем и А. Я. Головиным работал над майоликовыми панно для фасадов здания гостиницы «Метрополь» в Москве. В Санкт-Петербурге выполнил майоликовые панно «Родословное древо Дома Романовых» для Собора Феодоровской иконы Божьей Матери в память 300-летия царствования Дома Романовых на Полтавской улице (1911—1915), панно «Михаил Архангел» для церкви лейб-гвардии Московского полка на Большом Сампсониевском проспекте (1915). Участвовал в росписях салона «Современное искусство» в доме князя С. А. Щербатова (1902—1903).
Чехонин участвовал в выставках Союза Русских художников (Санкт-Петербург, 1909) и «Мир искусства» (Москва, Санкт-Петербург) и в 1912 году стал членом объединения «Мир искусства».
Вскоре после Первой русской революции 1905 года Чехонин обратился к графике. Сперва он сотрудничал в качестве карикатуриста в сатирических журналах, потом занялся оформлением книг, созданием экслибрисов. Среди них «Зовы древности» К. Бальмонта (1907), «Семь огней» Н. Тэффи (1910) «Сатиры» Саши Чёрного (1911—1912), «Памяти прошлого» В. А. Верещагина (1914). В 1906 году взамен невышедших номеров журнала «Зритель» он выпустил девять номеров сатирического журнала «Маски» (№ 6 и 7 были конфискованы цензурой). В 1907 году Чехонин оформил листы «Январь» и «Май» для «Календаря русской революции» В. Л. Бурцева. Рисовал политические карикатуры для петербургских сатирических журналов «Зритель», «Галчонок», «Сатирикон» и «Новый Сатирикон». Это принесло ему значительный успех: в 1910-х годах Чехонин оказался одним из тех мастеров, творчество которых определяло высокий уровень русской книжной графики.
Овладевший искусством рисованного шрифта и орнамента, Чехонин, наряду с Д. И. Митрохиным и Г. И. Нарбутом, принадлежал к «младшему поколению» членов «Мира искусства», художники которого подняли искусство книжной графики на новый высокий уровень. Продолжая работать в области книжной графики, Чехонин сотрудничал со многими петербургскими журналами. Иллюстрировал коллективный роман «Три буквы» на страницах «Синего журнала» (1911). В 1912 году он получил 1-ю премию на конкурсе новых шрифтов для типографии и издательства И. Лемана. В мае 1914 года уехал с русской делегацией в Лейпциг, где готовил русскую экспозицию в рамках Международной выставки печатного дела и графики. В 1916 году в оформлении Чехонина (ему принадлежат форзацы, титульный лист, шмуцтитул и заглавная литера на с. 1) вышла «культовая» для всех библиофилов книга «Der moderne Buchschmuck in Russland» («Современная русская графика»), редактором которой был С. К. Маковский, а текст написал Н. Э. Радлов. В том же году Чехонин попробовал свои силы как театральный художник — для театра К. Незлобина в Москве он создал эскизы костюмов к пьесе Э. Ростана «Принцесса Грёза».
В 1913 году Чехонин помогал в устройстве 2-й Всероссийской кустарной выставки, после чего был приглашён на должность консультанта отдела кустарной промышленности Министерства земледелия. В 1913—1915 годах Сергей Чехонин руководил школой финифти (росписи эмалью по металлу) в Ростове Ярославском, мастерской по изготовлению художественной мебели в Кологриве Тульской губернии, золотошвейной и «тачальной» мастерскими в Торжке.
После революции 1917 года творческая жизнь Чехонина стала ещё более насыщенной. Он занимался общественной деятельностью, вошёл в художественную коллегию отдела ИЗО Наркомпроса РСФСР. Участвовал в оформлении уличных празднеств и театральных зрелищ. А. В. Луначарский, председатель Наркомпроса, назначил Чехонина руководителем «художественной части» Государственного фарфорового завода в Петрограде в 1918—1923 годах (а потом в Ленинграде в 1925—1927 годах), выпускавших под его руководством знаменитый «агитационный фарфор».

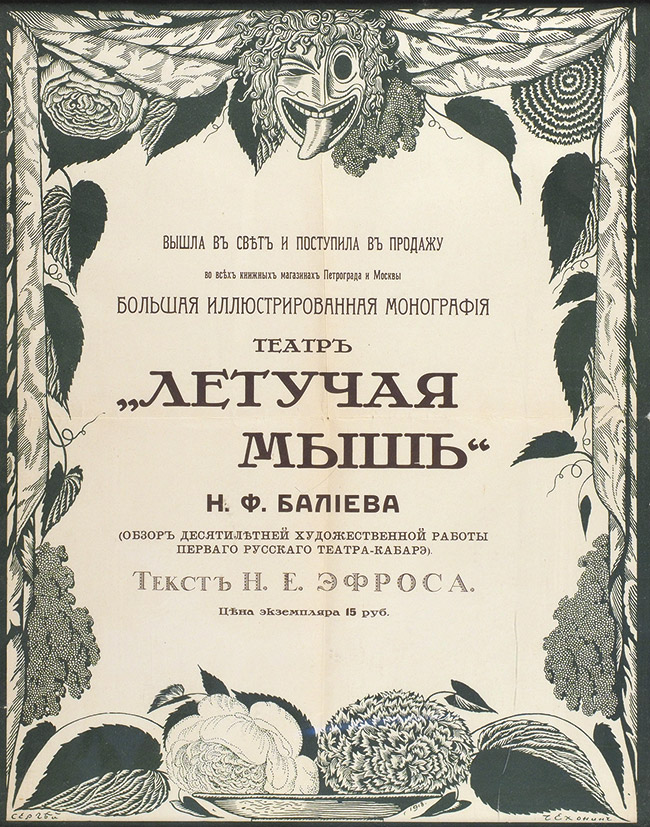
Афиша к выходу в свет монографии о театре «Летучая мышь». 1918

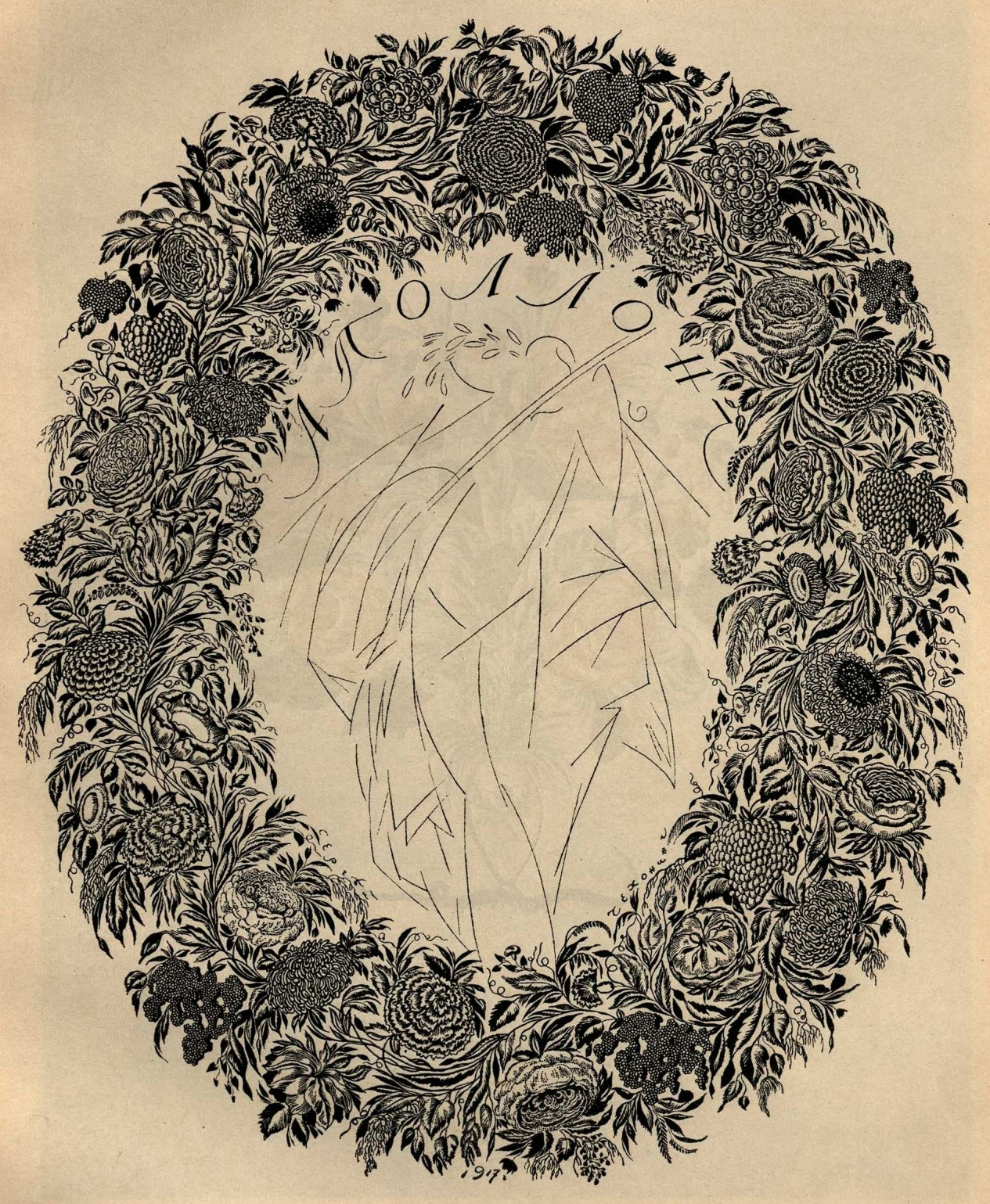
Фронтиспис к журналу «Аполлон». 1917

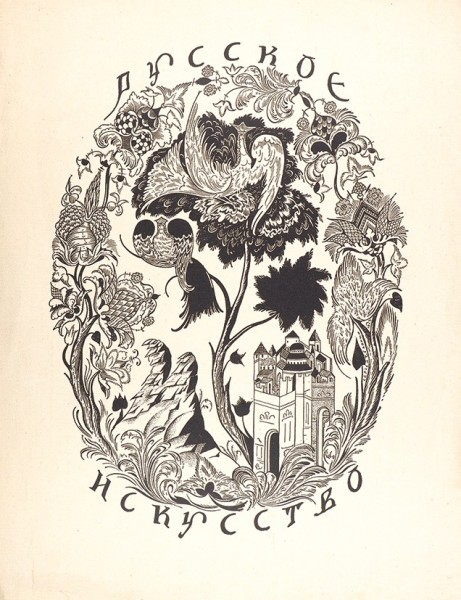
Пробный отпечаток фронтисписа для журнала «Русское искусство». 1923

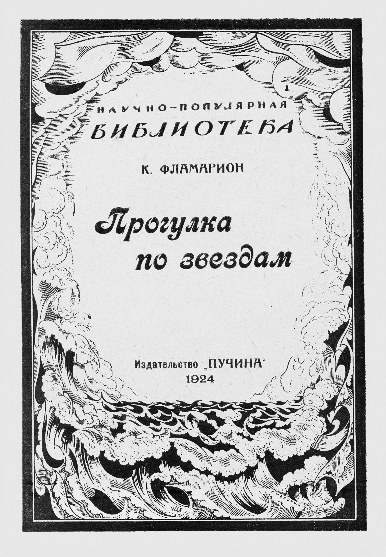
К. Фламмарион. Прогулка по звездам. «Пучина», 1924 год

Чехонин разрабатывал проект Государственного герба РСФСР, агитационные плакаты, эскизы денежных купюр, серебряных монет, печати Совнаркома. Создал графические портреты В. И. Ленина, Г. Е. Зиновьева и других государственных деятелей.
Как художник-график Чехонин сотрудничал в журналах «Пламя», «Москва», «Дом искусств», «Красный командир», «Сирена», «Красная панорама»; с издательствами Ленгиз, «Радуга», Госиздат, «Революционная мысль», «Коммунистический интернационал», «Красная новь»; в качестве живописца писал портреты композиторов (А. Н. Скрябин, П. И. Чайковский, И. С. Бах, Ф. Лист, Р. Вагнер, Ф. Шопен, М. И. Глинка и других). Оформлял обложки серии монографий «Жизнь замечательных людей» (1921—1922); оформлял книги «Фауст и город» А. В. Луначарского (1918), «Мировая революция и Коммунистический Интернационал» Г. Е. Зиновьева (1921), «10 дней, которые потрясли мир» Дж. Рида (1927), сборник «Власть Советов за 10 лет» (1927); иллюстрировал детские книжки — так, в его оформлении в 1922 году вышло первое издание сказки К. Чуковского «Тараканище» (издательство «Радуга»).
В 1923 году на Государственном Фарфоровом заводе проводился конкурс рисунков для изделий, посвящённых 5-летию Красной Армии. Первый приз получил С. В. Чехонин.
В 1923 году Чехонин перешёл на Волховский фарфорово-фаянсовый завод «Коминтерн», входивший в трест «Новгубфарфор». При этом на ГФЗ он оставался в должности художника-эксперта. На место Чехонина был назначен Н. Н. Пунин. Однако, попытки Чехонина вывести художественный уровень изделий Волховского завода на достойный уровень не увенчались успехом.
Сергей Чехонин участвовал в художественных выставках в Берлине (1922), США (1924, 1925), Токио (1927), международных выставках книжного искусства во Флоренции (1922) и Лейпциге (1927), XIV Международной биеннале искусств в Венеции (1924). На Международной выставке современных декоративных и промышленных искусств (фр. Exposition internationale des arts décoratifs et industriels modernes) в Париже в 1925 году Чехонин был награждён двумя золотыми медалями. В эти годы он продолжал работать и как театральный художник.
В 1928 году Чехонин по рекомендации А. В. Луначарского был командирован в Париж для подготовки выставки фарфора и плакатов советских художников, но в Советский Союз не вернулся. Жил во Франции, в Германии. В 1928 и 1929 годах в Париже проходили его персональные выставки. Сергей Чехонин участвовал также в выставках русского искусства в Брюсселе (1928), Копенгагене (1929), Берлине (1930), Белграде (1930), Париже (1931), где демонстрировал «агитационный фарфор», станковую живопись, портреты, театральные эскизы, предметы декоративно-прикладного искусства. После неудачных попыток наладить постоянное сотрудничество с Национальной фарфоровой мануфактурой в Севре был вынужден перебиваться случайными заказами. Художник сотрудничал с французскими издательствами, с журналом «Vogue», однако его книжной графики парижского периода сохранилось до обидного мало. Эпизодически работал как сценограф: в 1928—1936 годах оформлял балеты М. А. Балакирева «Исламей» и А. К. Глазунова «Снегурочка» для выступлений труппы В. Немчиновой в Театре Елисейских полей, оперу М. И. Глинки «Руслан и Людмила» и танцевальные миниатюры для театра «Летучая мышь» Н. Ф. Балиева.
Чехонин создавал эскизы мебели, часов, ювелирных изделий, реставрировал картины и старинный фарфор, разрабатывал рисунки для тканей, изобрёл оригинальный способ многоцветной печати на ткани с одного цилиндра ротационной машины. Для постройки промышленного образца побывал в 1934 году в Нью-Йорке, но из-за болезни сердца был вынужден вернуться в Париж. Безуспешно вёл переговоры об использования изобретения в СССР. В 1935 году промышленная установка по его чертежам была построена в Швейцарии, но во время первых испытаний 23 февраля 1936 года Сергей Васильевич Чехонин скончался от инфаркта.

## Индивидуальный художественный стиль
Собственный стиль творчества, который, вероятно, играл в его жизни главную роль, художник со временем заметно изменил, привнёс в него динамичность и взволнованность. Этот новый стиль, который А. М. Эфрос назвал «советским ампиром», Чехонин использовал во всём, что делал: в книжной и промышленной графике, эмблематике, росписях фарфора.

 Чехонин по своим эстетическим убеждениям был близок поэтам-акмеистам, он ценил русский классицизм. В графике он вначале подражал рисовальщикам немецкого югендстиля и журнала «Симплициссимус», но затем выработал собственный графический стиль, отличающийся изысканностью линий, причудливостью орнаментики. В этом стиле можно увидеть влияния византийского и японского искусства, увлекавших всех мирискусников, но более всего — развитие традиций петербургской графики с её строгостью и каллиграфичностью. Чехонин виртуозно рисовал цветы, букеты роз, венки и гирлянды, пользуясь тончайшей линией, пунктиром, штрихом и заливками тушью… Используя мотивы советской атрибутики, как подлинный романтик Чехонин создал «советский ампир», но компоновал новые элементы привычно, по-мирискуснически в гирлянды и картуши. И наоборот, исторические аллюзии, стилизации доводил до гротеска, уничтожая тем самым «исторический стиль». Творчество Чехонина — художественный конформизм: с одной стороны — ретроспекция, игра в старину, с другой — заимствование элементов модерна и авангардного искусства. Абстрагируя форму Чехонин сохранял «натуральность» мельчайших деталей, будто срисованных из ботанических атласов и фотографий. Поэтому кажется, что его знаменитые розы выкованы из металла, рисунок шрифта колюч и ранит шипами, а революционные матросы и рабочие похожи на языческих богов. Но этот эклектизм своеобразно отражает стиль эпохи
Точно и образно охарактеризовал творчество Чехонина выдающийся критик и знаток А. М. Эфрос:

Это был создатель виньет и миниатюр для коллекционеров… Воскреситель старой эстетики дней Александровых…, чистейший чувственник прелести ампира, это был образец ретроспективизма, пай-дитя «Мир искусства», это был изготовитель очаровательных и драгоценных безделиц, самых хрупких и самых бесцельных вещей, какие в состоянии был произвести российский императорский декаданс
Трудно сказать, насколько такого эстета и элитарного мастера захватила стихия революции. Но он, будучи знатоком истории декоративного и прикладного искусства, сумел переплавить в своём индивидуальном и уникальном стиле элементы футуризма и даже супрематизма. А. М. Эфрос позднее вспоминал как «кровные питомцы революции» с чувством «изумления и недоверия» встретили «выступление Чехонина в качестве художника октябрьского переворота».

Его пышная советская эмблематика, тяжёлая, проработанная, вычеканенная, устойчивая, государственно-давящая, государственно-законченная, государственно-определительная, была для нас настолько же неожиданна и парадоксальна, насколько спустя одно-два десятилетия, когда дети станут взрослыми, она покажется им очень обыкновенной, той самой, какую они видели в своём детстве, в первые годы советского строя… От какого же трамплина должен был оттолкнуться Чехонин, чтобы очутиться среди этого низового, громыхающего, лязгающего, рушащего, разинского, пугачёвского, «большевицкого» стана?… Но не было метаморфозы, внезапного обращения, скинутых одежд, наготы, препоясанных чресл и пепла на голове. Чехонин ни от чего не отказался, своего искусства не изменил, любимых вещей не забросил, продолжал говорить тем же высокомерным языком ампирных форм, каким говорил раньше, даже становился всё сложнее, обращался к более искушённым глазам, рассчитывал на более придирчивый вкус… Искренности его никто не заподозревал. Маклеры морали, вычислявшие, кто, когда и за какую цену продался большевикам, в этом случае молчали… И он… продолжал чеканить свой императорско-советский ампир

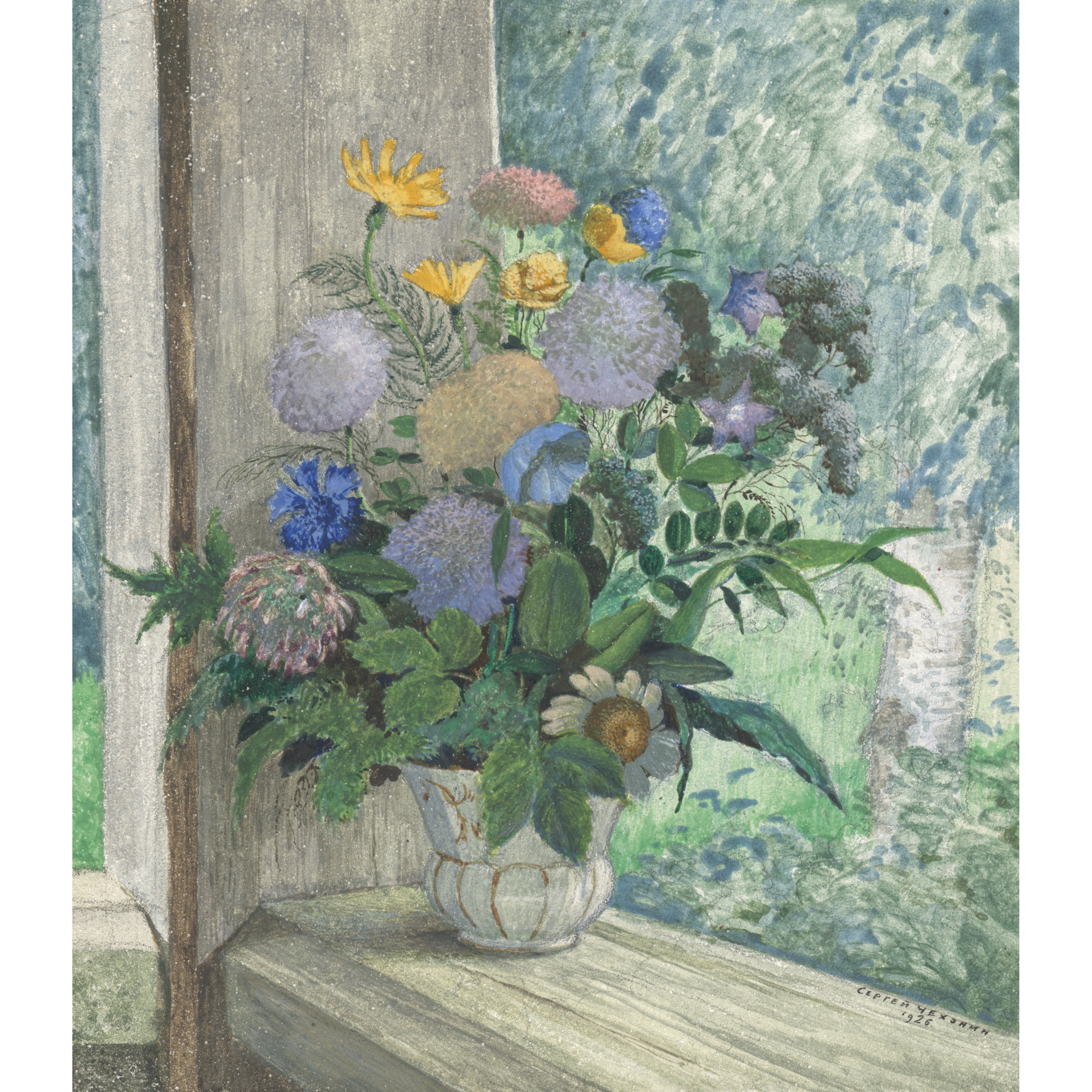
Натюрморт с хризантемами, колокольчиками и васильками. 1926. Акварель, гуашь
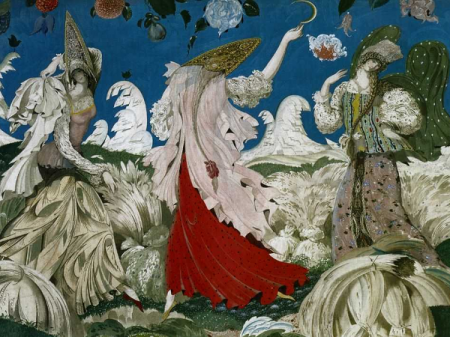
Обложка художественного журнала «Жар-птица». До 1935
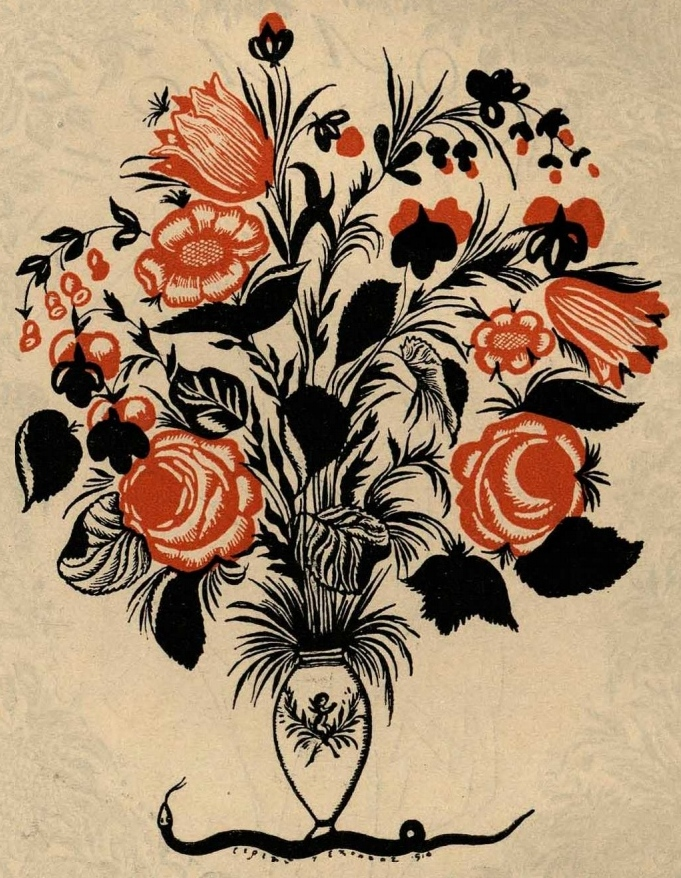
Виньетка. 1916. Кисть, перо, тушь, акварель
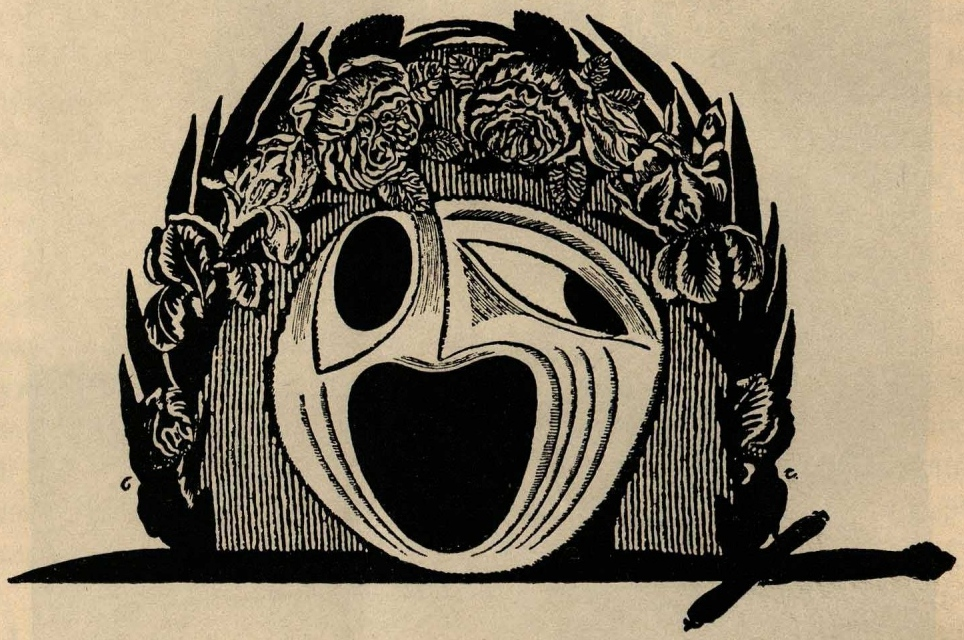
Виньетка. До 1937
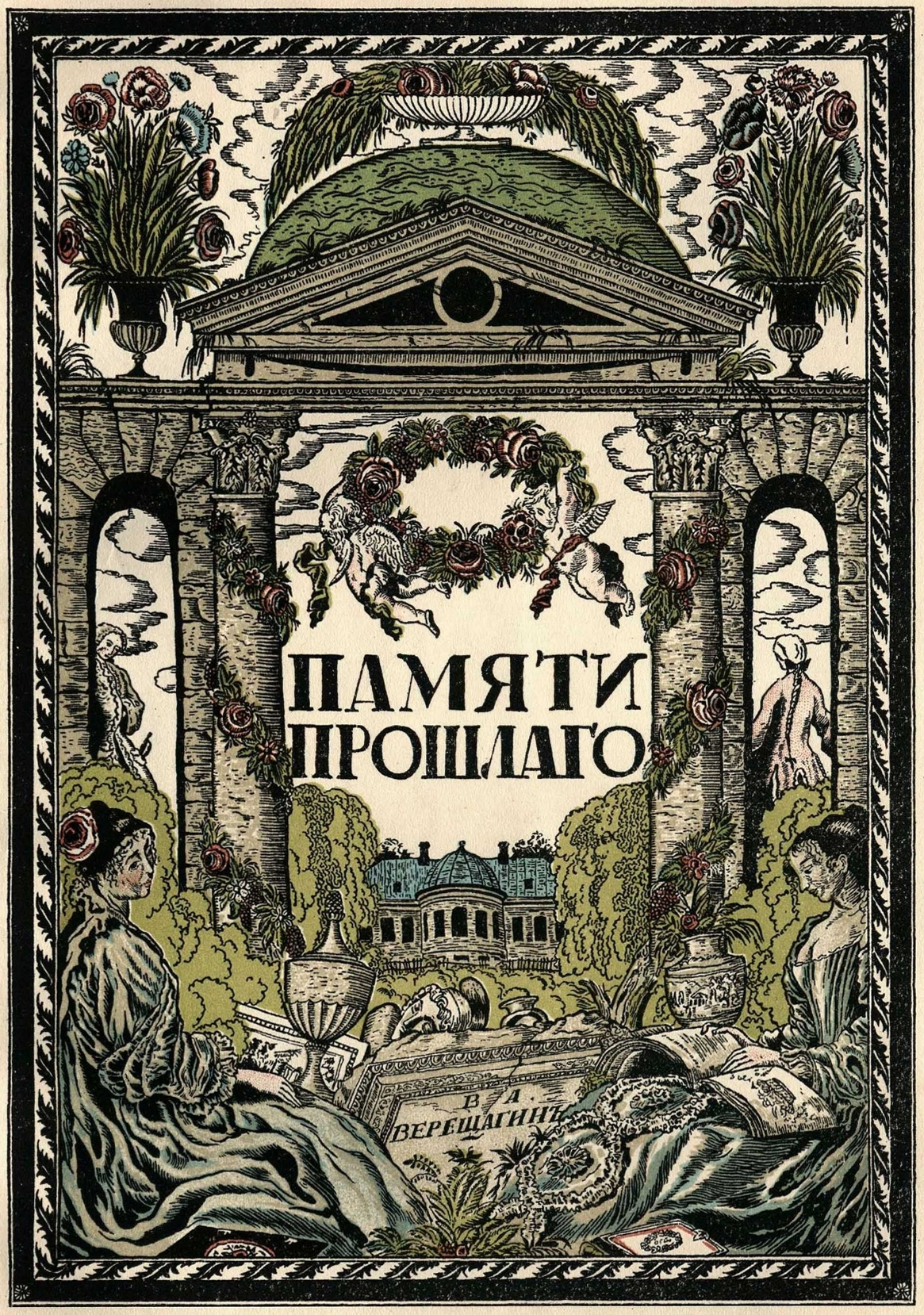
Обложка книги В. А. Верещагина «Памяти прошлого». 1914
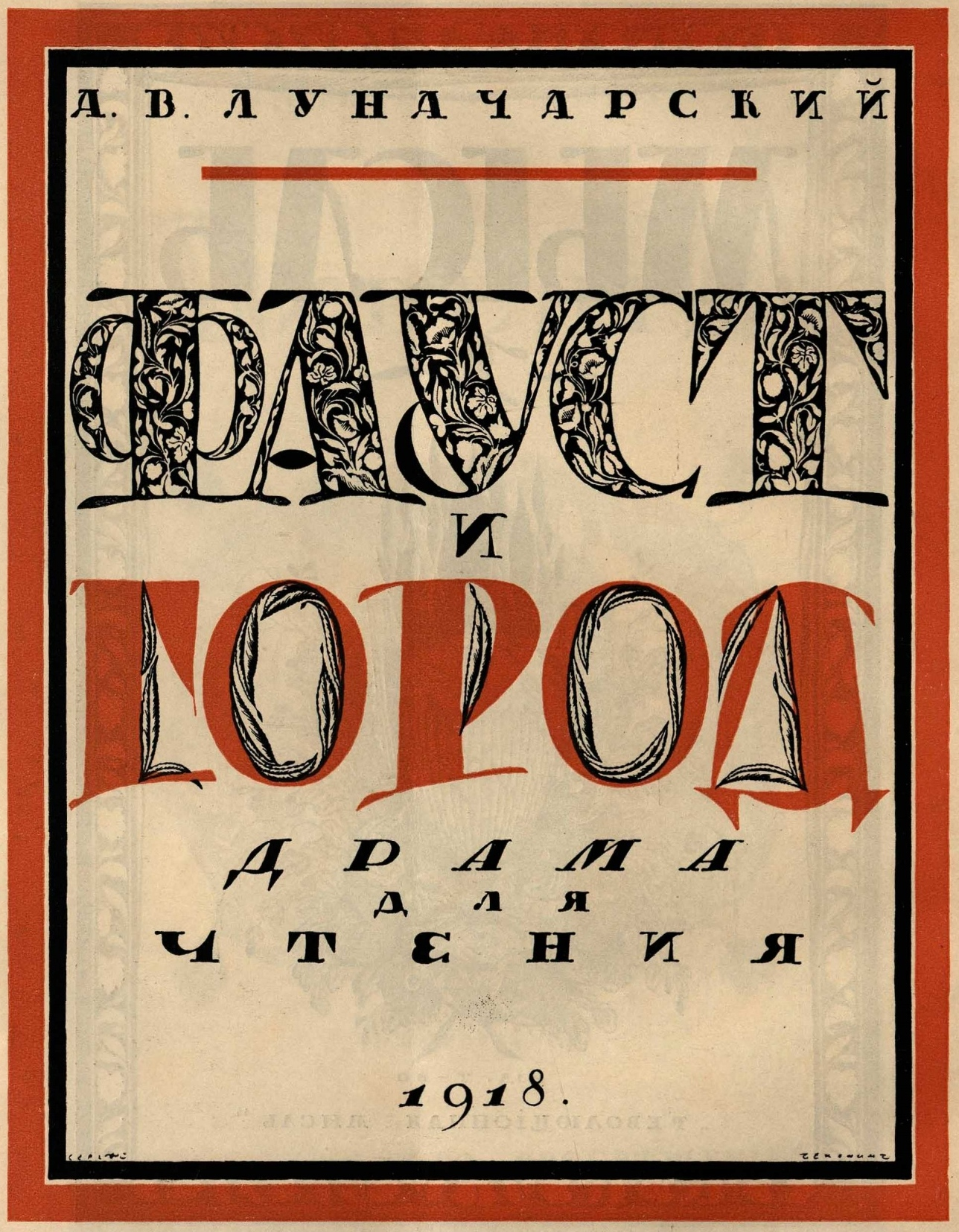
Обложка книги Луначарский А. В. «Фауст и город». 1918
Логотип издательства «Пучина». 1923
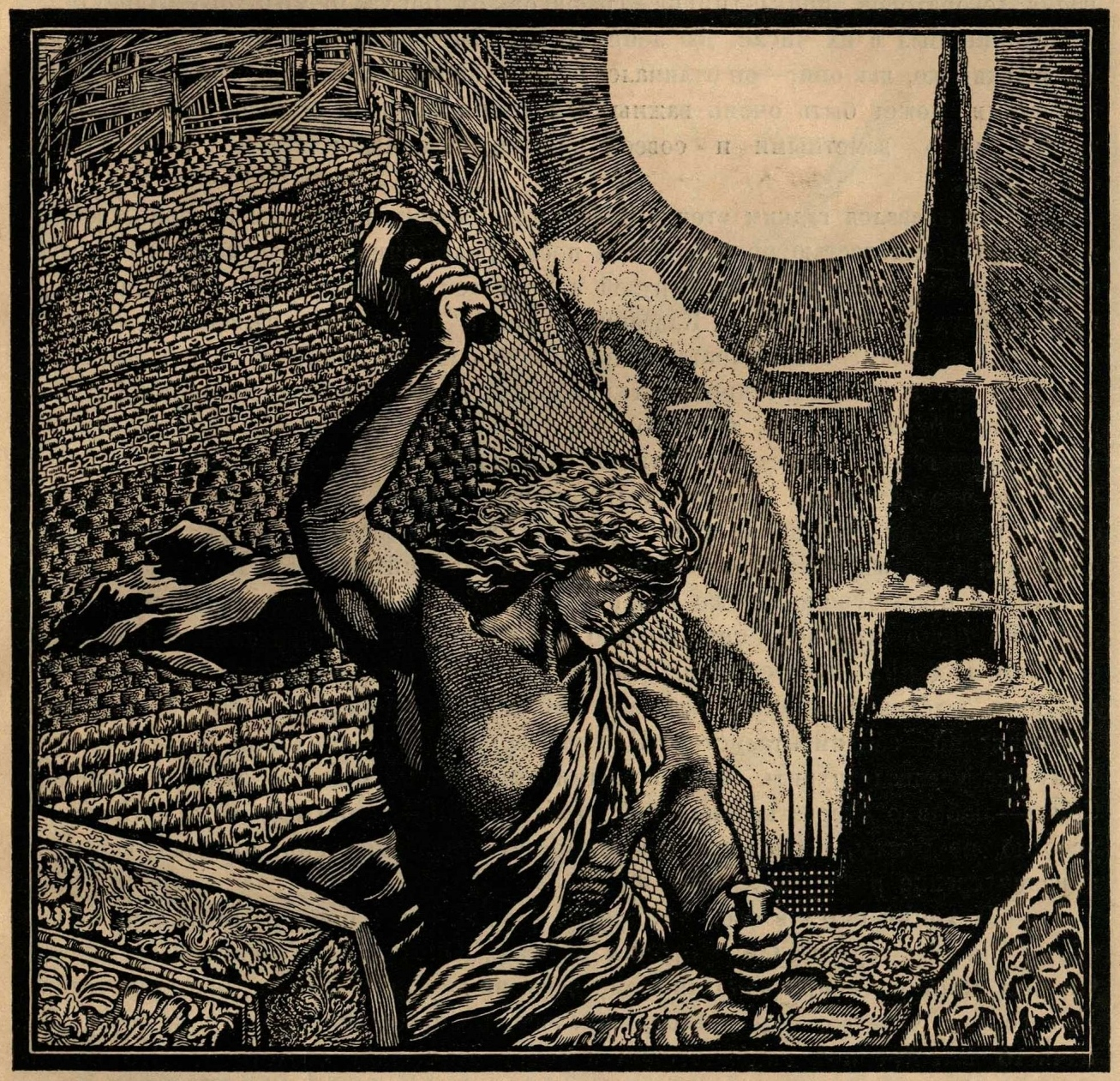
Иллюстрация книги «Фауст и Город»
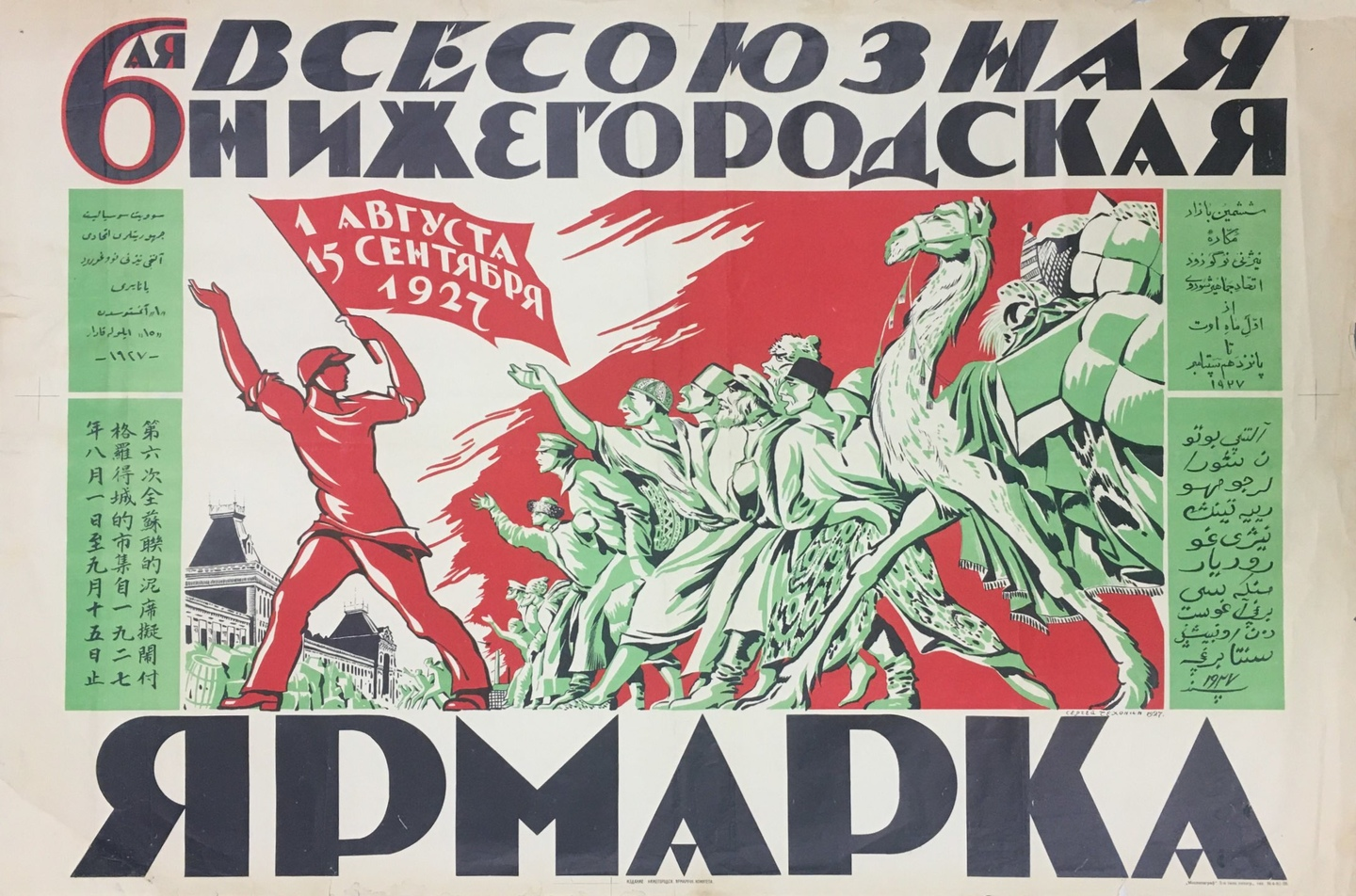
6-я Всесоюзная Нижегородская Ярмарка. 1927. Плакат
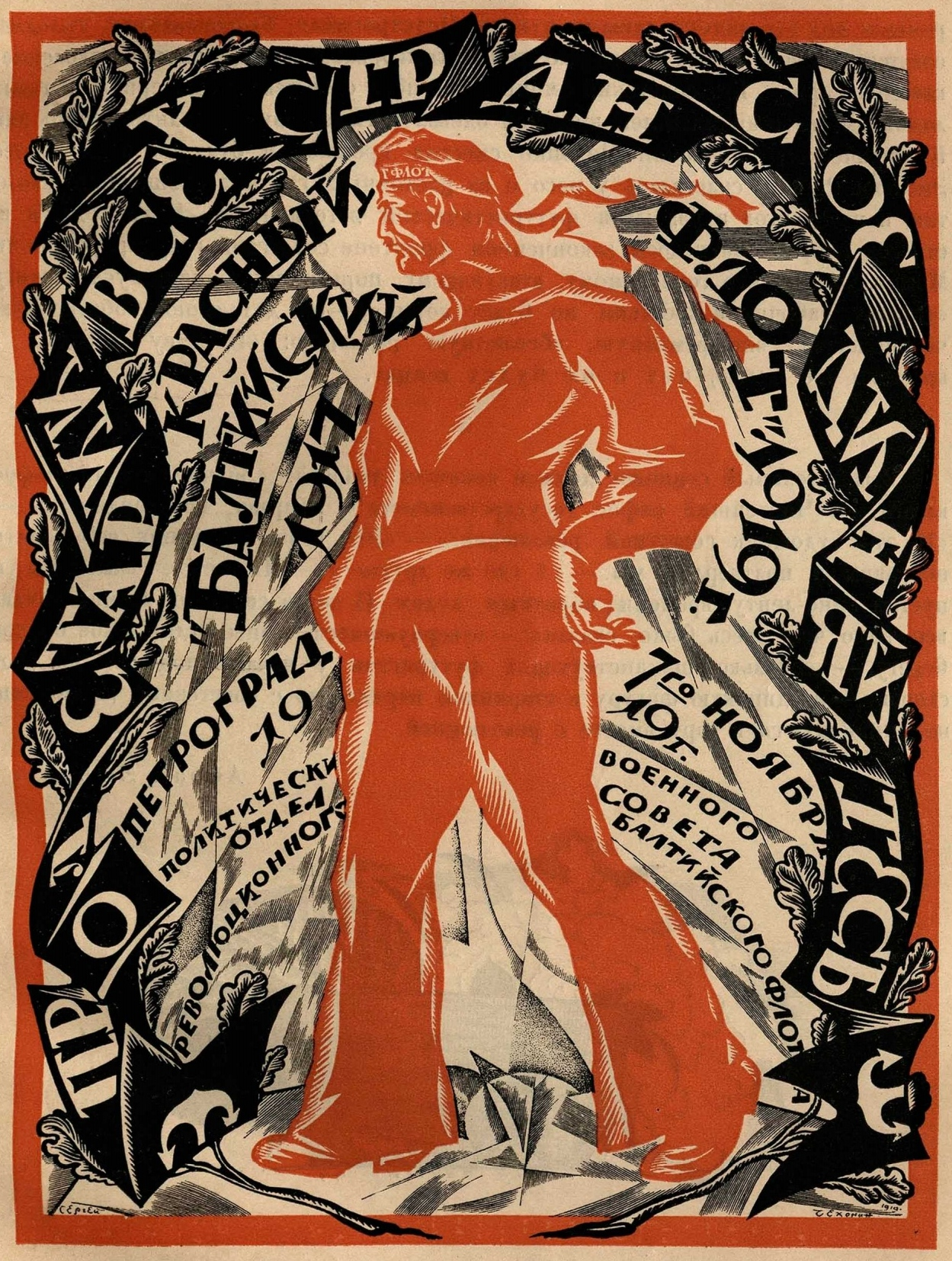
Пролетарии всех стран соединяйтесь. Плакат. 1919

## «Чехонинский агитационный фарфор»

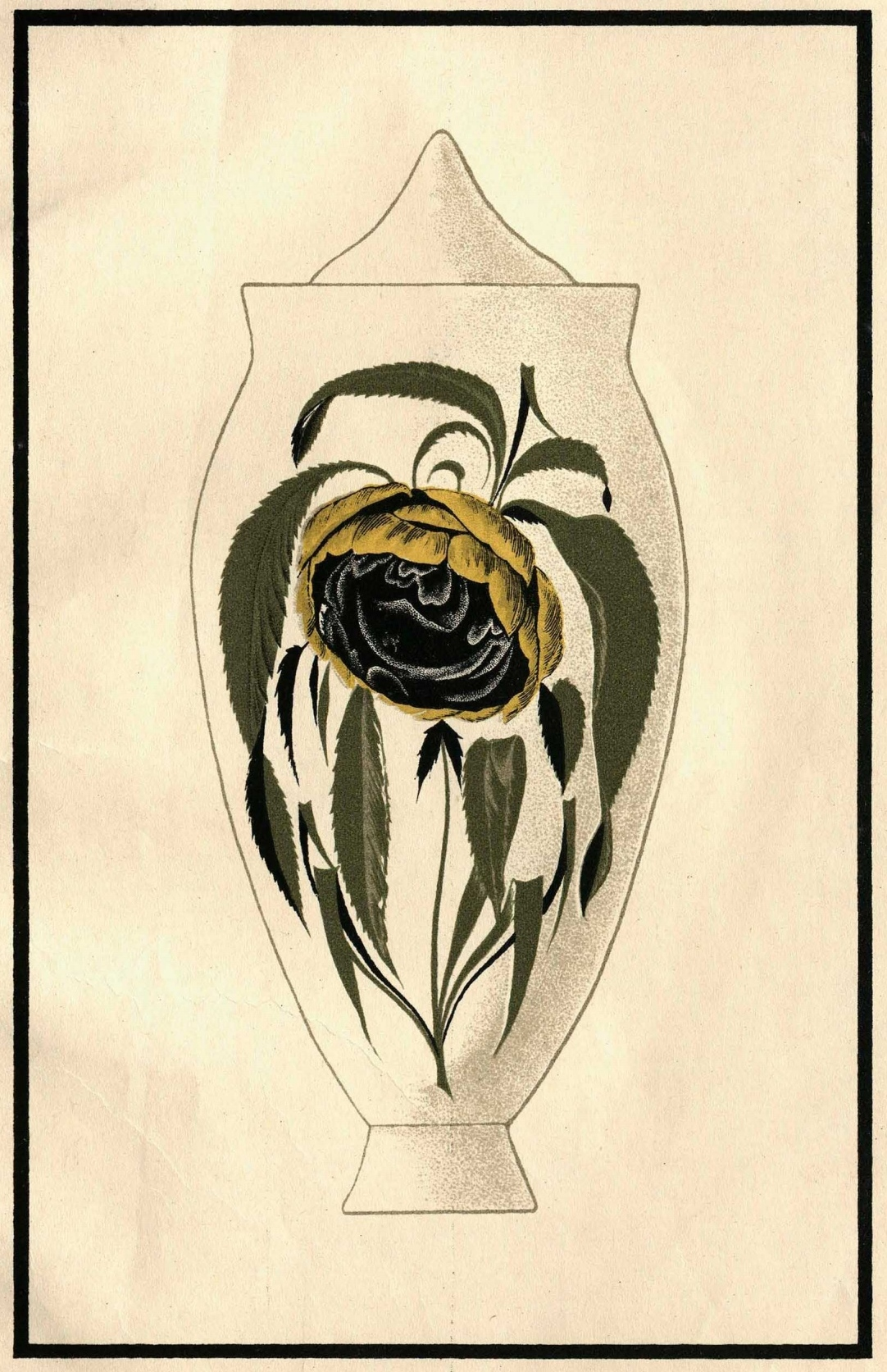
Проект росписи вазы. До 1937. Литография
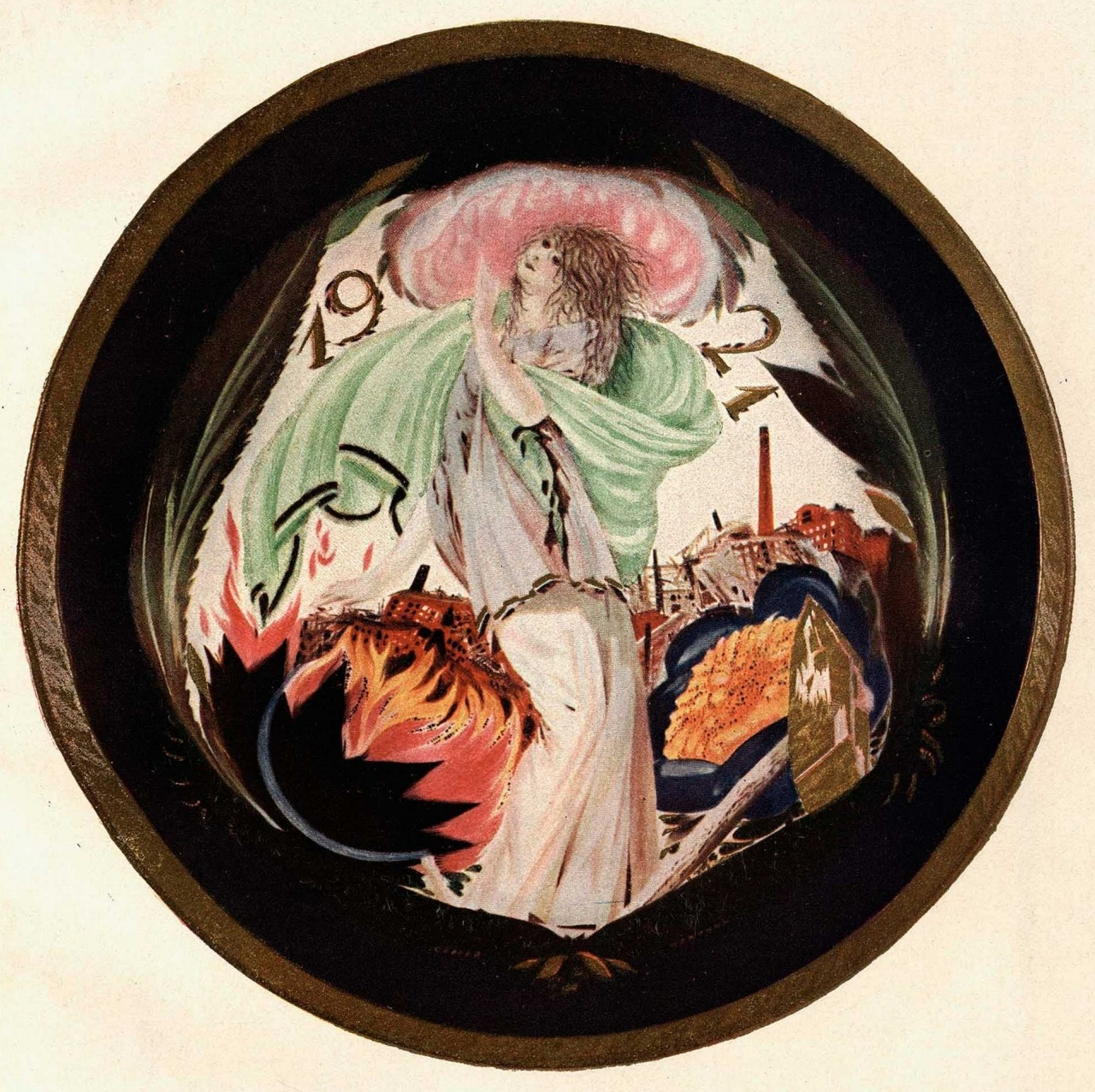
Блюдо. Фарфор
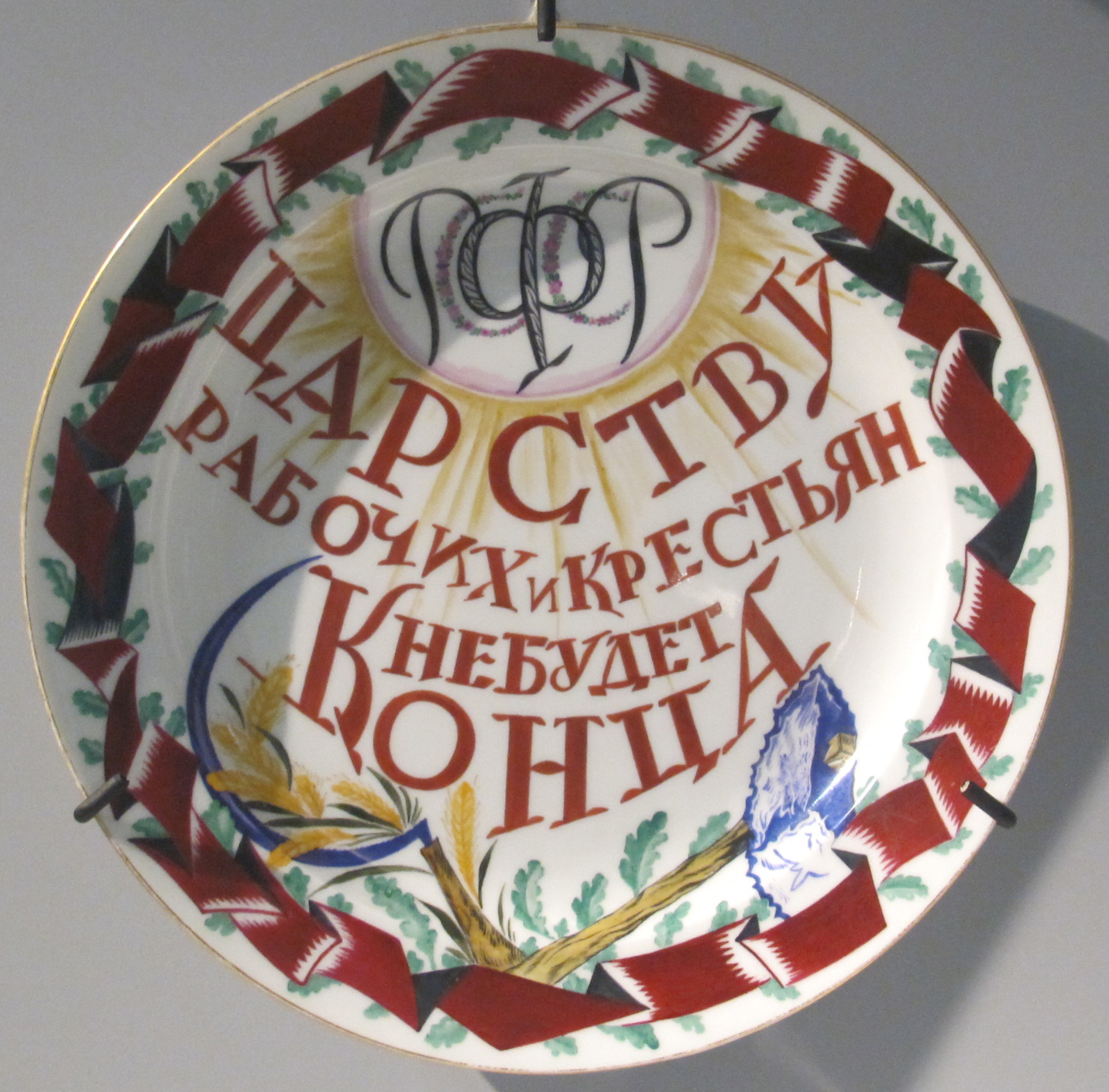
1920
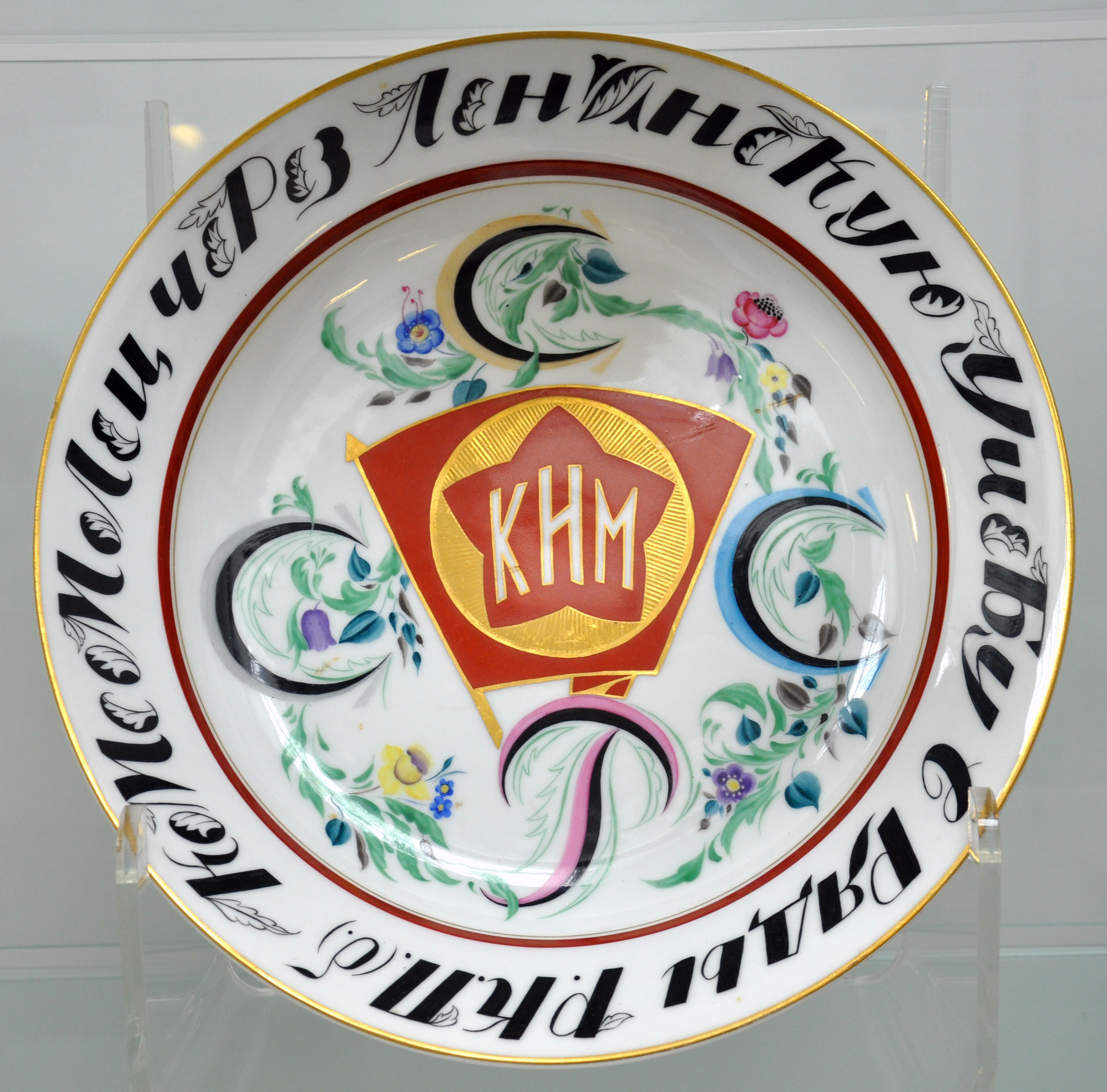
1921
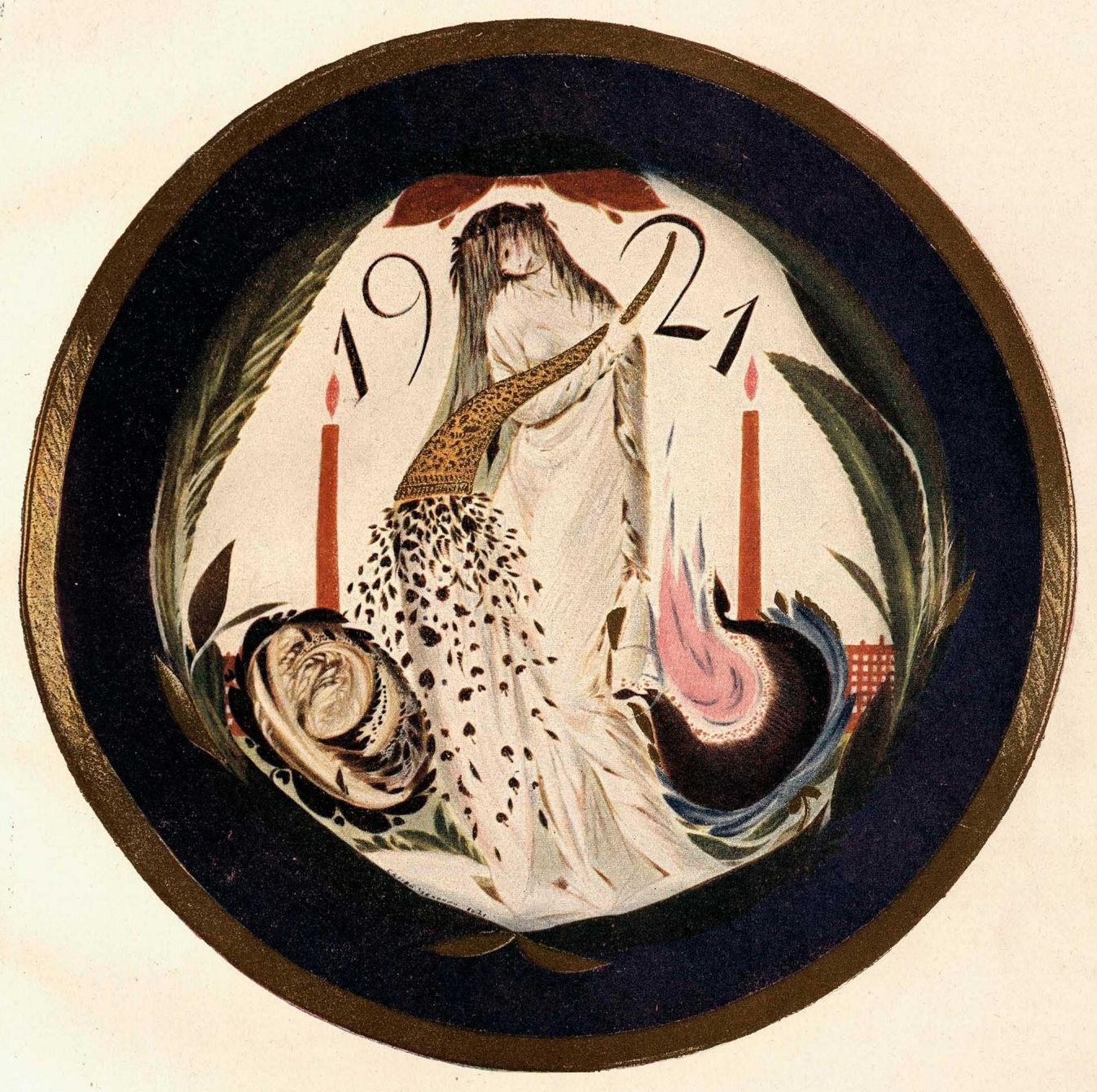
1921
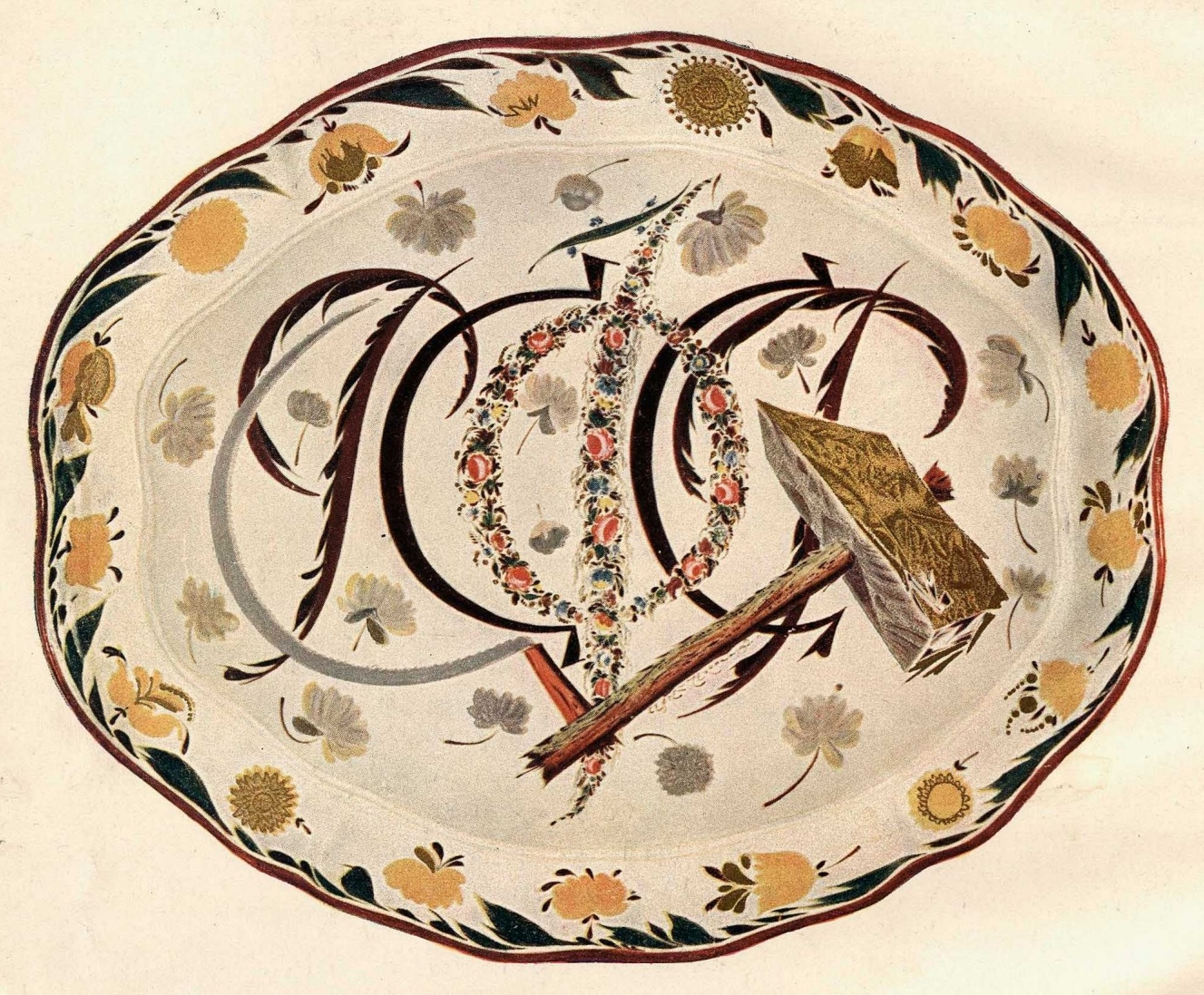
Блюдо «РСФСР». 1930-е
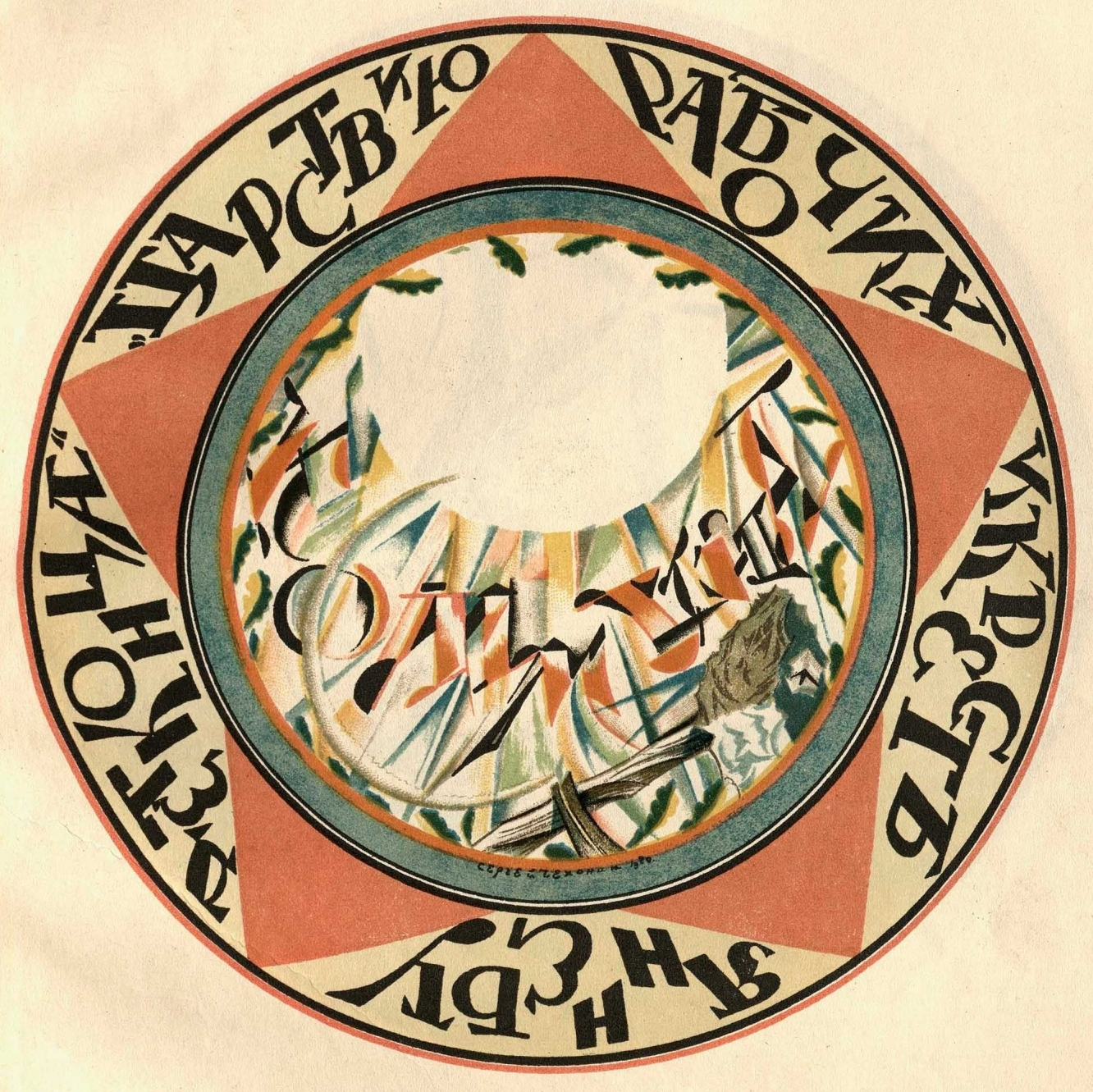
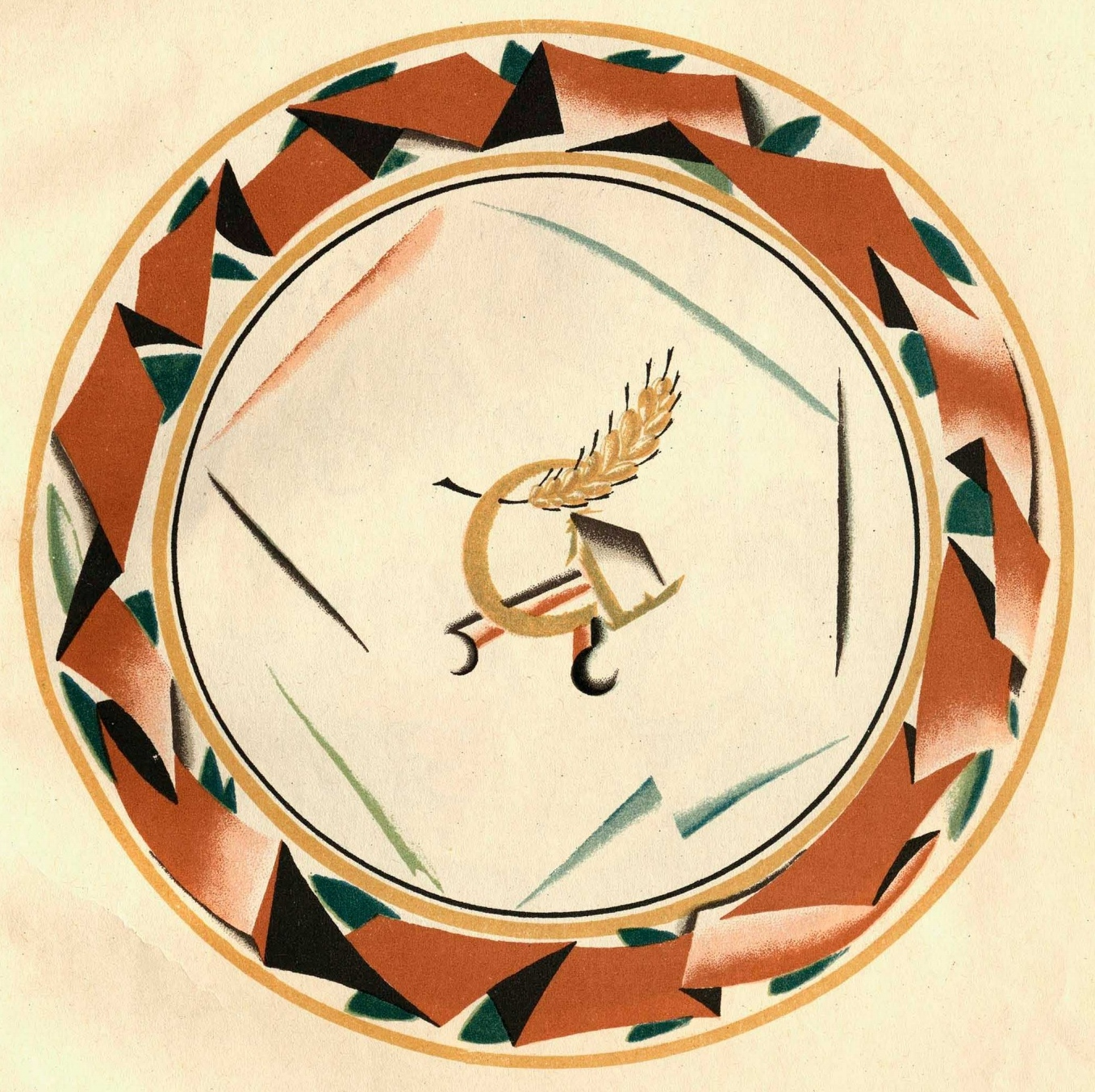

Жена Чехонина — Л. Вычегжанина и его старший сын — Пётр Владимирович Вычегжанин (1904—?) также расписывали «агитационный фарфор», в основном по рисункам Сергея Чехонина. Пётр эмигрировал с отцом в Париж. Живописцем по фарфору был и младший сын — Георгий (1906—1950). Однако большая часть росписей принадлежит не ему, как считалось ранее, а старшему брату Петру. Пётр Вычегжанин работал в Париже как живописец-сюрреалист в несколько архаизирующем стиле под псевдонимом «Pierre Ino». В 1994 году в Санкт-Петербурге и Москве состоялась выставка произведений С. В. Чехонина.
Произведения Чехонина хранятся во многих музеях России, главным образом в Государственном Русском музее, Государственном музее политической истории России и  Музее Императорского фарфорового завода в Санкт-Петербурге. Парижский Лувр приобрёл портрет Максима Горького работы С. В. Чехонина.